# Île Bruce
L'île Bruce (en russe : Остров Брюса) est une île de la terre François-Joseph, en Russie.

## Géographie
D'une superficie de 191 km2, l'île, située au sud de l'archipel, est entièrement couverte de glaces. Son point culminant est à 301 m d'altitude. Elle est séparée au sud-est de l'île Northbrook par le canal Myers (Пролив Майерса) et au sud-ouest de l'île Mabel voisine par le canal Bates (large de 4 km). Elle est séparée de la Terre George au nord par le canal Nightingale.
L'île compte trois caps, le cap Storojev à l'ouest, le cap Erminia Jdanko (nommé en hommage à Erminia Alexandrovna Jdanko) au sud et le cap Pineguine au sud-est.
Au sud-est, à 1,5 km de la côte, se trouve l'îlot Winward et plus au nord le minuscule îlot Tom.

## Histoire
L'île a été nommée en l'honneur d'Henry Bruce, président de la Royal Geographical Society en 1881.
Frederick George Jackson passa à proximité de l'île en 1897.
En 1930, le navire de l'expédition de Nikolaï Zoubov s'y ancra.
Des études récentes ont montré que la calotte glaciaire de l'île a diminué de 8% entre 1952 et 2004, soit une superficie de 14,67 km2